# Willibald Plöchl

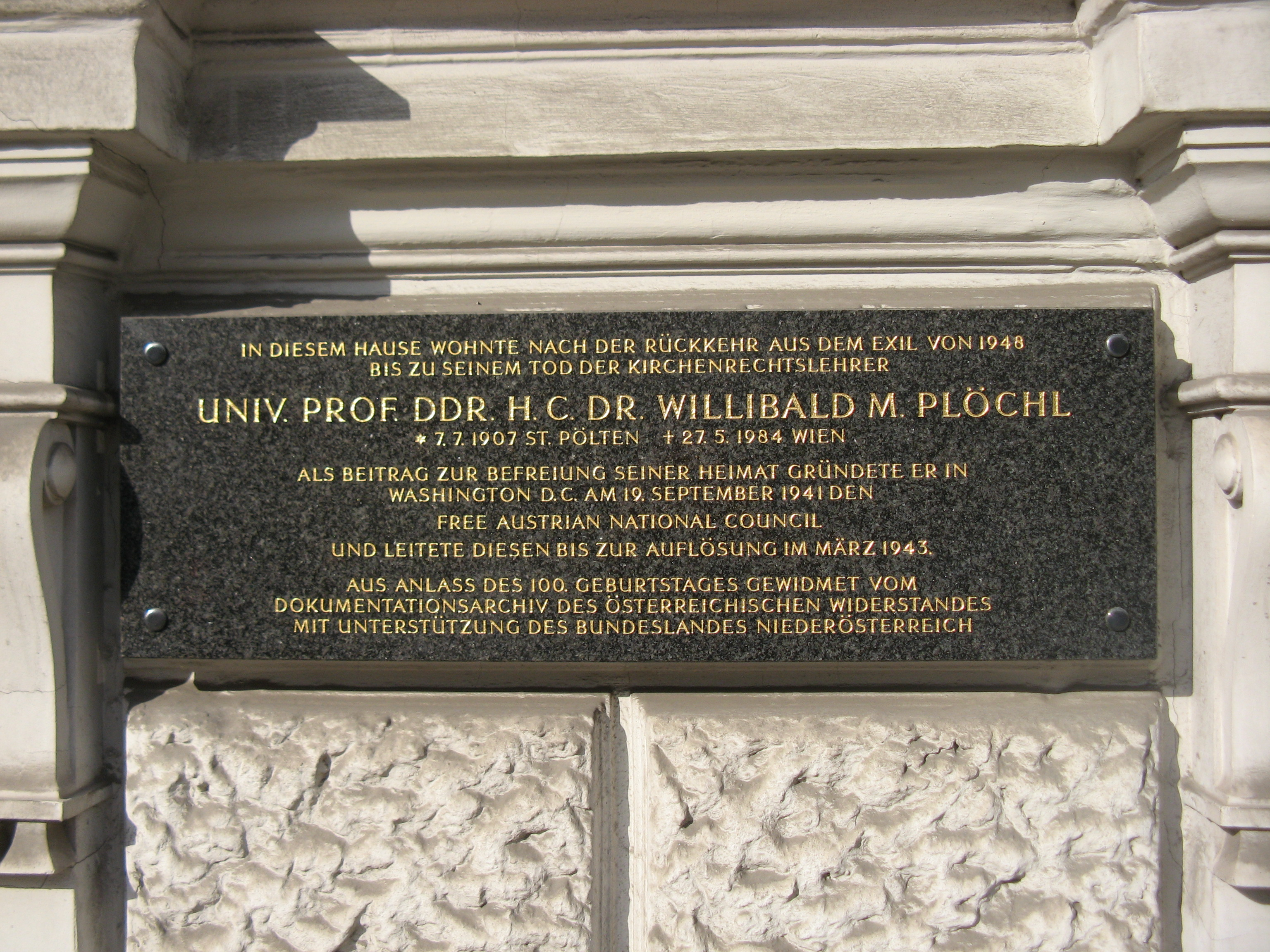
Gedenktafel für Willibald Plöchl (2007) an seinem Wohnhaus Universitätsstraße 10 in Wien

Willibald Maria Plöchl (* 7. Juli 1907 in St. Pölten, Österreich-Ungarn; † 27. Mai 1984 in Wien) war ein österreichischer Jurist und Hochschullehrer.

## Leben
Willibald Maria Plöchl wuchs als Sohn des Regierungsrates und Leiters der Lehrerbildungsanstalt St. Pölten Josef Plöchl (1861–1925) auf. 1926 legte er die Matura ab. 1927 bis 1929 studierte er an der Konsularakademie in Wien. Schon zu dieser Zeit war Plöchl in der, von Friedrich Funder geleiteten, christlichsozialen Wiener Tageszeitung Reichspost journalistisch tätig. Er absolvierte das Studium der Rechtswissenschaften an der Universität Wien und wurde dort 1931 zum Dr. iur. promoviert. Als Student trat der der legitimistischen Katholisch-Österreichischen Landsmannschaft Maximiliana Wien bei.  Nach seinem Studienabschluss trat Plöchl in den Verwaltungsdienst der Niederösterreichischen Landesregierung ein und war unter anderem für die Bekämpfung der seit 1933 verbotenen NSDAP zuständig. Plöchl profilierte sich politisch als Legitimist und war im Regime des Austrofaschismus in verschiedenen Funktionen tätig, etwa ab Juli 1936 als Mitglied im Führerrat der Vaterländischen Front.
1935 habilitierte sich Plöchl im Fach Kirchenrecht an der Universität Wien. 1938 wurde Plöchl als Landesbeamter und als Hochschullehrer entlassen. Er emigrierte in die Niederlande, wo er 1939/40 in Nijmegen als Dozent arbeitete. In Paris wirkte Plöchl in der Ligue Autrichienne mit, die eine österreichische Exilregierung zu etablieren versuchte. Ähnliche Bestrebungen verfocht Plöchl auch im Exil in den USA, wo er 1941 bis 47 an der Catholic University of America in Washington, D.C. lehrte. 1941 gründete Plöchl mit Hans Rott das Free Austrian National Council. Seine fortgesetzten Bemühungen um eine österreichische Exilregierung blieben aber erfolglos, nicht zuletzt weil Unstimmigkeiten mit Otto von Habsburg und Otto Kallir auftraten.
1947 kehrte Plöchl nach Österreich zurück. 1948 wurde er Extraordinarius für Kirchenrecht an der Wiener Rechts- und Staatswissenschaftlichen Fakultät, 1949 wurde er zum Ordinarius ernannt und übte diese Funktion bis zu seiner Emeritierung 1977 aus.
Plöchl hatte 1930 Margarete Pittioni geheiratet. Sein Bruder, der Chemiker Josef Maria Plöchl, wurde als Widerstandskämpfer gegen den Nationalsozialismus 1944 in Hamburg hingerichtet. Sein Neffe Gerhardt Plöchl ist Autor des Buchs „Willibald Plöchl und Otto Habsburg in den USA. – Ringen um Österreichs ’Exilregierung’ 1941/42“.
Willibald Plöchl wurde im Familiengrab auf dem Friedhof Hietzing in Wien (Gruppe 57, Nummer 105) bestattet.

## Auszeichnungen
- 1933–1938 Bundessenior des Akademischen Bunds Katholisch-Österreichischer Landsmannschaften
- 1951 Ehrenmitglied der KaV Norica Wien im ÖCV
- 1968 Wissenschaftspreis des Landes Niederösterreich

## Gedenken
- 2007 Briefmarke zum 100. Geburtstag. Hg. Eva Herzig-Plöchl
- 2009 Gedenktafel in Wien, IX. Bezirk, Universitätsstraße 10